# Čestmír Hrdinka
Dr. ing. Čestmír Hrdinka je český odborník v oblasti životního prostředí, bývalý výkonný ředitel Greenpeace Česká republika. 
Vystudoval Českou zemědělskou univerzitu v Praze a studoval též na Universität für Bodenkultur Wien. 
Po studiích pracoval pro Greenpeace ČR nejprve jako vedoucí kampaně proti toxickým látkám a poté jako ředitel kampaní. V letech 2003 až 2007 pracoval jako výkonný ředitel mezinárodní koalice Health Care Without Harm Europe. V letech 2008 až 2010 pracoval na ministerstvu životního prostředí jako vedoucí oddělení technologií na odboru odpadů, byl také členem předsednického týmu ministerstva v době českého předsednictví v EU. V září 2010 se stal výkonným ředitelem Greenpeace ČR, kde působil do konce roku 2012. V letech 2013 až 2015 působil na postu výkonného ředitele v rozvojové organizaci Světlo pro svět - Light for the world. Od roku 2016 do roku 2020 se věnoval přípravě projektových žádostí o financování v oblasti odpadů, energetických úspor a obnovitelných zdrojů. 
Od roku 2020 koordinuje program ELENA (European Local ENergy Assistance) v Národní rozvojové bance. Tento program je zaměřený na poradenství v oblasti energetických úspor a OZE jak pro malé a střední podniky, tak pro veřejnou správu.
Ve volném čase se věnuje sportu. Rád běhá dlouhé tratě a pro dobrou věc. V roce 2017 si splnil sportovní sen a absolvoval dlouhý triatlon SLOVAKMAN.
Čestmír také rád tráví chvíle v přírodě a na cestách. V roce 2024 si splnil cestovatelský sen, když šel část treku Te Araroa na Novém Zélandu. Přešel Jižní ostrov plus pár dalších treků na Severním ostrově.